# Dichagyris elvendi
Dichagyris elvendi är en fjärilsart som beskrevs av Charles Boursin 1940. Dichagyris elvendi ingår i släktet Dichagyris och familjen nattflyn. Inga underarter finns listade i Catalogue of Life.